# Hans Juel
Hans Juel (17. oktober 1797 på Hverringe – 4. december 1875 på Juelsberg) var en dansk godsejer og officer, far til Niels Rudolph og Knud Frederik Juel.
Han var søn af Hans Rudolph Juel og Maren født Berg og arvede Stamhuset Juelsberg 1848 og Stamhuset Hverringe 1857. Juel oprettede 1861 Det Juelske Fideikommis til fordel for stamhuset Hverringe. Han var kammerherre, major og blev Ridder af Dannebrog 28. oktober 1836.
Juel ægtede 28. marts 1829 på Juelsberg Amalie Christiane von Krogh (7. maj 1799 - 6. marts 1858), datter af kammerherre Stie Tønsberg Schøller von Krogh og Christiane Margrethe født Juel.
Han er begravet på Aunslev Kirkegård.